# Habitatge al carrer Sant Pere, 45 (Constantí)
L'Habitatge al carrer Sant Pere, 45 és una obra de Constantí (Tarragonès) protegida com a Bé Cultural d'Interès Local.

## Descripció
Immble de planta, pis i golfes. A la planta baixa la porta d'accés és d'arc escarser i formada per grans dovelles. A ambdós costats hi ha finestres. Al primer pis hi ha balcons i a la part de les golfes hi ha petites obertures rectangulars. El coronament està format per una balustrada amb una part massissa al centre. La coberta és un terrat.